# 214 (عدد)
214 هو عدد صحيح. طبيعي بين 213 و215

## في الرياضيات

### خصائص
- 214 عدد زوجي
- 214 عدد ناقص
- 214 عدد مضلعي (37 أضلاع-...)